# Leon Prima
Leon Prima, né le 28 juillet 1907 à La Nouvelle-Orléans et mort le 15 août 1985, est un trompettiste de jazz américain et le frère aîné du musicien et chanteur Louis Prima.
Il joue du le piano avant d'apprendre la trompette. Entre 1925 et 1927, il joue avec Ray Bauduc, Leon Roppolo (en), Jack Teagarden et Peck Kelley (en). Avec Sharkey Bonano, il dirige les Melody Masters à la fin des années 1920 et au début des années 1930.
Il joue dans le big band de Louis Prima de 1940 à 1946 à New York. De retour à la Nouvelle-Orléans, il dirige son propre orchestre, The Leon Prima Group, et gère des night-clubs. En 1955, il se retire du milieu musical pour une carrière dans l'immobilier.